# Stand by Me (film)
Stand by Me is een Amerikaanse drama-jeugdfilm uit 1986, geregisseerd door Rob Reiner. Het is een verfilming van de novelle The Body van Stephen King (in het Nederlands verschenen als Het lijk in de bundeling 4 Seizoenen); een van de niet-horrorverhalen van de schrijver.
Hoofdrollen in de film worden vertolkt door Wil Wheaton, River Phoenix, Corey Feldman en Jerry O'Connell.

## Verhaal
Het verhaal wordt verteld door een man genaamd Gordon Lachance. Hij neemt de kijker mee terug naar het jaar 1959, toen hij als twaalfjarige jongen in het plaatsje Castle Rock in de staat Oregon woonde.
Tijdens een weekend in september horen Gordie en zijn vrienden Chris Chambers, Teddy Duchamp en Vern Tessio dat er een jongen vermist is, en mogelijk is overleden door een aanrijding met een trein. Wanneer Vern zijn oudere broer plannen hoort smeden met een paar van zijn vrienden om het lichaam van de vermiste jongen te vinden, besluiten Gordie en co hetzelfde te gaan doen. Ze doen allemaal alsof ze gaan logeren bij een van de anderen, en zoeken in het geheim het spoor af. Ze hebben maar twee dagen de tijd voordat iemand hun verdwijning op zal merken.
Tijdens de tocht komt naar voren dat elk van de vier jongens een geheim of last met zich meedraagt. Gordie is een stille, leergierige jongen die graag verhalen vertelt, maar die sinds de dood van zijn oudere broer Denny genegeerd wordt door zijn vader. Hij heeft zelfs het gevoel dat zijn ouders Denny altijd meer mochten dan hem omdat Denny de aanleg had een succesvol sporter te worden. Chris komt uit een criminele familie, en heeft derhalve ondanks zijn intelligentie en drang om een beter leven op te bouwen zwaar te lijden onder zijn families reputatie. Teddy is excentriek en lichamelijk verminkt door toedoen van zijn vader. Vern kampt met overgewicht en is enorm verlegen. Dit maakt hem tot een makkelijk doelwit voor pestkoppen. Wat ze gemeen hebben is dat ze allemaal in de schaduw van hun vader of oudere broer leven. Het vriendengroepje is tamelijk volwassen gezien hun leeftijd. Teddy en Vern zijn duidelijk de wat minder slimme mensen van de groep. De zoektocht van de vier wordt voor hen tevens een tocht naar hun volwassenheid.
De vier jongens zijn niet de enigen die op zoek zijn naar de dode jongen. Een bende oudere jongens genaamd de "Cobras", geleid door John "Ace" Merrill, is ook op zoek. Uiteindelijk vinden de vier jongens het lichaam, maar zien af van hun plan om beroemd te worden en plegen enkel een anoniem telefoontje naar de autoriteiten. Tevens houden ze Ace en zijn bende weg bij het lichaam. De vier keren terug naar Castle Rock, zonder roem maar met een ervaring rijker.
Gordie vertelt de verdere levensloop van de anderen ook. Vern is vorkheftruckchauffeur geworden. Teddy wilde in het leger maar werd keer op keer afgekeurd. Later kreeg hij problemen met de wet en werd daarna klusjesman in de stad. Chris ging net als Gordie studeren en werd advocaat, maar werd, een week voor het verhaal begon, in een fastfoodrestaurant doodgestoken toen hij een ruzie wilde sussen. Gordie zelf is schrijver geworden daar hij altijd al goed was in verhalen vertellen.

## Rolverdeling
| Acteur             | Personage                    |
| ------------------ | ---------------------------- |
| Wil Wheaton        | Gordie Lachance              |
| River Phoenix      | Chris Chambers               |
| Corey Feldman      | Teddy Duchamp                |
| Jerry O'Connell    | Vern Tessio                  |
| Kiefer Sutherland  | John "Ace" Merrill           |
| Casey Siemaszko    | Billy Tessio                 |
| Gary Riley         | Charlie Hogan                |
| Bradley Gregg      | Richard "Eyeball" Chambers   |
| William Bonder     | Milo Pressman                |
| John Cusack        | Denny Lachance               |
| Marshall Bell      | Mr. Lachance                 |
| Frances Lee McCain | Mrs. Lachance                |
| Bruce Kirby        | Mr. Quidacioluo              |
| Scott Beach        | Mayor Grundy                 |
| Kent W. Lutrell    | Ray Brower                   |
| Richard Dreyfuss   | Volwassen Gordie / verteller |

## Achtergrond

### Productie
De filmlocaties zijn onder andere Brownsville (wat model stond voor Castle Rock), Veneta (waar Ace en zijn bende brievenbussen vernielen vanuit hun auto), en Gottage Groove (het treinspoor), allemaal gelegen in Oregon. De brugscène is gefilmd bij Mount Shasta, Mccloud river railroad in Californië. De stortplaats uit de film is nog altijd in bedrijf.
In een interview met NPR schreef Wil Wheaton het succes van de film toe, aan de keuzes van Rob Reiner voor de vier hoofdacteurs. Feldman, Phoenix, Wheaton en O'Connell leken elk sterk op de personages die ze vertolkten. Zo had Feldman in het echt ook een slechte relatie met zijn ouders.  Ook de latere levens van de acteurs lijken sterk op die van hun personages. Feldman kreeg problemen met de wet, Phoenix kwam om het leven (1993) en Wheaton werd schrijver.

### Titel
De film kreeg bewust niet dezelfde titel als het boek, omdat Columbia vreesde dat deze titel te misleidend zou zijn. Volgens scriptschrijver Raynold Gideon klonk “The Body” te veel als de titel van een seksfilm, sportfilm, of een typisch horrorverhaal van Stephen King. Regisseur Rob Reiner kwam met de titel Stand by Me.

### Verschillen met het boek
- In het boek sterven ook Vern en Teddy enkele jaren na het avontuur (Vern komt om bij een brand, Teddy krijgt een auto-ongeluk als gevolg van rijden onder invloed), en blijft enkel Gordie over van het viertal. In de film blijven ze in leven.
- In het boek vindt de confrontatie tussen de vier protagonisten en de oudere tieners bij het lijk plaats tijdens een onweersbui.
- Het incident met de bloedzuigers verloopt in het boek anders. In het boek komen de jongens een door een beverdam veroorzaakte vijver tegen langs de spoorlijn en besluiten te gaan naaktzwemmen, maar ontdekken dan dat de vijver vol bloedzuigers zit. In de film besluiten ze een stuk af te snijden door een bos, en vallen hierbij in een vijvertje dat vol bloedzuigers blijkt te zitten.
- In de film wordt niet vermeld of de jongens ooit nog problemen krijgen met Ace en zijn bende na het incident met het lijk. In het boek wordt duidelijk vermeld dat ze enkele dagen na hun terugkeer  hardhandig door Ace en zijn vrienden worden teruggepakt.

## Soundtrack
1. "Everyday" (Buddy Holly) – 2:07
2. "Let the Good Times Roll" (Shirley and Lee) – 2:22
3. "Come Go with Me" (The Del-Vikings) – 2:40
4. "Whispering Bells" (The Del-Vikings) – 2:25
5. "Get a Job" (The Silhouettes) – 2:44
6. "Lollipop" (The Chordettes) – 2:09
7. "Yakety yak" (The Coasters) – 1:52
8. "Great Balls of Fire" (Jerry Lee Lewis) – 1:52
9. "Mr. Lee" (The Bobbettes) – 2:14
10. "Stand by Me" (Ben E. King) – 2:55

## Uitgave en ontvangst
Stand by Me kreeg overwegend positieve recensies. Op Rotten Tomatoes geeft 91% van de recensenten de film een goede beoordeling. Stephen King noemde de film zelf de eerste succesvolle verfilming van een van zijn verhalen.
Stand by Me kreeg de volgende erkenningen van het American Film Institute:
- AFI's 100 Years...100 Songs:
  - "Lollipop" – nominatie
- AFI's 100 Years...100 Cheers – nominatie
- AFI's 100 Years...100 Movies (10th Anniversary Edition) – nominatie

Naar aanleiding van het succes van de film, richtte Rob Reiner in 1987 het productiebedrijf Castle Rock Entertainment op, vernoemd naar het dorpje uit de film.
Op 24 juli 2010 werd een speciale vertoning van Stand by Me gegeven in Brownsville, Oregon, ter gelegenheid van het 25-jarig jubileum van de film.

## Prijzen en nominaties
| jaar | prijs                         | categorie                                              | genomineerde(n)                                            | uitslag     |
| ---- | ----------------------------- | ------------------------------------------------------ | ---------------------------------------------------------- | ----------- |
| 1987 | Academy Award                 | Beste scenario, gebaseerd op een ander medium          | Raynold Gideon, Bruce A. Evans                             | genomineerd |
| 1987 | Artios                        | Beste acteurs voor een film, drama                     | Jane Jenkins, Janet Hirshenson                             | genomineerd |
| 1987 | DGA Award                     | Outstanding Directorial Achievement in Motion Pictures | Rob Reiner                                                 |             |
| 1987 | Golden Globe                  | Beste regisseur – film                                 | Rob Reiner                                                 | genomineerd |
| 1987 | Golden Globe                  | Beste film – drama                                     | -                                                          | genomineerd |
| 1987 | Independent Spirit Award      | Beste regisseur                                        | Rob Reiner                                                 | genomineerd |
| 1987 | Independent Spirit Award      | Beste film                                             | Andrew Scheinman, Raynold Gideon, Bruce A. Evans           | genomineerd |
| 1987 | Independent Spirit Award      | Beste scenario                                         | Raynold Gideon, Bruce A. Evans                             | genomineerd |
| 1987 | WGA Award                     | Beste scenario, gebaseerd op een ander medium          | Raynold Gideon, Bruce A. Evans                             | genomineerd |
| 1987 | Young Artist Award            | Jackie Coogan Award                                    | Wil Wheaton, River Phoenix, Corey Feldman, Jerry O'Connell | gewonnen    |
| 1988 | Award of the Japanese Academy | Beste buitenlandstalige film                           | -                                                          | genomineerd |
| 1988 | BMI Film & TV Awards          | Most Performed Song from a Film                        | Ben E. King (lied "Stand By Me")                           | gewonnen    |
| 1988 | Readers' Choice Award         | Beste buitenlandstalige film                           | Rob Reiner                                                 | gewonnen    |